# 窪之内英策
窪之内 英策（くぼのうち えいさく、1966年11月11日 - ）は、日本の漫画家。アーティスト。元カリモク家具株式会社社員。高知県高知市出身。

## 略歴
高知県立高知工業高等学校を卒業。1986年、『週刊少年サンデー』（小学館）に掲載の『OKAPPIKI EIJI』でデビュー。一時期、島本和彦のアシスタントをしていた。主に青年漫画誌で活躍する。映画化などもされた『ツルモク独身寮』のモデルとなった会社は、かつて作者がデビュー前に勤務していた「カリモク家具」である。また、寮の建屋は東京急行電鉄田園都市線・市が尾駅近辺に存在していた、作者の知人が勤務していた会社の独身寮がモデルになっている。
『ツルモク独身寮』後半から漫画を描くことへのスランプに陥る。ひとつは絵に対するテクニカル的ジレンマ。もうひとつは漫画の型に収めることへのストレスと葛藤。2010年の『ピカもん』連載中に体を壊し、髪の毛が一気に白髪になったことで漫画家をいったん休業宣言した。
絵は「楽描き」として描き続けていたため、ツイッターを通して発表の場とする。2014年からツイッターを通して仕事が舞い込むようになり、イラスト、CM、キャラクターデザインなど漫画の枠を超えた活動を行う。

## 人物
イラストレーターとしては鉛筆で下絵を描き、コピックで色付けをしているなど、アナログな画法にこだわりを持つ。

## 作品リスト

### 連載
- ツルモク独身寮（1988年 - 1991年、ビッグコミックスピリッツ、全11巻、1991年に映画化）
- ワタナベ（1992年、ビッグコミックスピリッツ、全3巻、1993年KTV系でドラマ化、監督は黒沢清）
- ショコラ（1999年 - 2003年、ビッグコミックスピリッツ、不定期連載、全7巻、2003年MBS系でドラマ化）
- チェリー（2006年 - 2007年、ビッグコミックスピリッツ、全4巻）
- ピカもん（2008年 - 2010年、イブニング、全3巻）

### 主な読切
- OKAPPIKI EIJI（1986年、週刊少年サンデー、デビュー作）
- HELP!（1988年、週刊少年サンデースペシャル増刊）
- SKINLESS COWBOY（1994年、ビッグコミックスピリッツ、原作：坂元裕二）

### CDジャケット
- NOKKO「NOKKO sings REBECCA tunes 2015」（2015年10月28日） - アルバムジャケット[3]
- WHY@DOLL「MAGIC MOTION No.5（窪之内英策イラスト盤）」「NAMARA!!」（2015年）「Gemini」（2016年、T-PALETT ERECORDS）[4]- CDジャケット
- RAM WIRE「RAM WIRE BEST」（2015年、SMAR）
- Goodbye Hollday「革命のアカツキ」、「溢れるもの/リベレーター」（2015年、AVEX ENTERTAINMENT）「with YOU」「奇跡の星/弱虫けむし」（2016年、AVEX ENTERTAINMENT）
- スコット&リバース「ニマイメ」（2017年、ソニーミュージックジャパンインターナショナル）
- コバソロ「これくしょん」（2017年9月27日、VAP）
- コバソロ「これくしょん2」（2019年2月20日、VAP）
- コバソロ「これくしょん3」（2021年1月20日、VAP）

### 広告
- 鳥人間コンテスト選手権大会
  - メインビジュアル（2015年・2016年）[5]
  - イメージアニメ（2016年）[5]
- 夏色ヒロインオーディション（2015年、ソニーミュージック）
- プレミアムモルツ「#今日はプレモルにしよう」（サントリー、2015年）
- VO5 HIGH EDGEシリーズ用オリジナルイラスト（サンスター、2015年））
- 日清食品カップヌードルCMキャラクターデザイン
  - 「HUNGRY DAYS 魔女の宅急便 篇」（2017年）[6][7]
  - 「HUNGRY DAYS アルプスの少女ハイジ 篇」（2017年）[8]
  - 「HUNGRY DAYS サザエさん 篇」（2017年）[9]
  - 「HUNGRY DAYS 最終回」（2018年）[10]
  - 「HUNGRY DAYS ワンピース ゾロ篇」（2019年）
  - 「HUNGRY DAYS ワンピース ナミ篇」（2019年）
  - 「HUNGRY DAYS ワンピース ビビ篇」（2019年）
  - 「HUNGRY DAYS ワンピース 頂上騎馬戦篇」（2020年）
- 駅すぱあと「サヨとコウの出発」（2016年、読売広告社）
- 障碍者スポーツ普及啓発映像「Be The HERO」（2016年）
- コピック30周年プロモーションイラスト（2017年、トゥーマーカープロダクツ）
- APP「AX TOWN」（2017年）メインビジュアル
- おおいウィメンズクリニック（2017年）
- 日清のどん兵衛 「どんぎつねシーズン2 秋祭 篇」（2022年）キャラクターデザイン

### キャラクターデザイン・原案
- アニ×パラ〜あなたのヒーローは誰ですか〜 episode2 パラ陸上競技（2017年、NHK）キャラクターデザイン
- ブルバスター・コンセプトブック（2017年）
- その時、カノジョは。（2018年）
- キャロル&チューズデイ（2019年）
- 大正浪漫（2021年、YOASOBI）MVキャラクターデザイン、原作小説の書影イラストデザイン[11]
- 映画『ハケンアニメ!』劇中アニメ「サウンドバック 奏の石」（2022年）キャラクター原案[12]
- アストロノオト（2024年）原案

### 作品集
- ラクガキノート（2017年、玄光社）

## 師匠
- 島本和彦 – 2年間アシスタントを経験。

## アシスタント
- 秋重学
- 渡辺道明